# İpek Tenolcay
İpek Tenolcay (Istanbul, 12 luglio 1970) è un'attrice turca, nota per aver interpretato il ruolo di Hüma Divit Erdamar nella serie DayDreamer - Le ali del sogno (Erkenci Kuş).

## Biografia
İpek Tenolcay è nata il 12 luglio 1970 a Istanbul (Turchia), oltre al turco, parla fluentemente l'inglese e oltre alla recitazione si occupa anche di teatro.

## Carriera
İpek Tenolcay dopo aver lavorato a lungo come modella, nel 1996 ha avuto il suo primo ruolo nella serie televisiva Şehnaz Tango. Ad essa sono seguite altre partecipazioni in serie come nel 2002 in Kumsaldaki izler e in Dadi, dal 2003 al 2005 in Kurtlar Vadisi, nel 2006 in Sev kardesim, nel 2007 in Yalan dünya e in Ayrilik, nel 2008 in Yaban Gülü, nel 2009 in Cam kiriklari, dal 2009 al 2012 in Kurtlar Vadisi: Pusu, nel 2010 in Naks-i Dil Sultan, nel 2011 in Yamak Ahmet e in Mavi Kelebekler, nel 2012 in Esir Sultan, nel 2014 in Zeytin Tepesi, nel 2015 in Filinta e in Bana Baba Dedi, nel 2016 e nel 2017 in Seviyor Sevmiyor, nel 2017 in Seni Kimler Aldi, nel 2017 e nel 2018 in Meryem, nel 2018 in Vatanim Sensin, nel 2018 e nel 2019 in DayDreamer - Le ali del sogno (Erkenci Kuş), nel 2019 in The Cheat, nel 2020 in Maria ile Mustafa, nel 2021 in Kırmızı Oda, in Camdaki Kiz e in Ada Masalı e nel 2023 in Aile. Ha anche recitato in miniserie come nel 2002 in Hemserim e nel 2018 in Immortals, mentre nel 2016 ha recitato nel film televisivo Saklambaç diretto da Savas Ugur. Oltre ad aver recitato in serie e miniserie televisive, ha preso parte anche a film come nel 2002 in Yesil Isik, nel 2006 in Ankara Cinayeti, nel 2010 in Uçan melekler, nel 2012 in Bir ses böler geceyi, nel 2015 in Bana Adini Sor, nel 2017 in Yeni Baslayanlar Için Hayatta Kalma Sanat e nel 2020 in Korlesme.

## Vita privata
İpek Tenolcay dal 1992 al 1996 è stata sposata con Nurettin Ersoy, dal quale ha avuto una figlia che si chiama Yağmur, nata il 26 agosto 1996.

## Filmografia

### Cinema
- Yesil Isik, regia di Faruk Aksoy (2002)
- Ankara Cinayeti, regia di Ahmet Yurdakul (2006)
- Uçan melekler, regia di Firat Gursoy (2010)
- Bir ses böler geceyi, regia di Ersan Arsever (2012)
- Bana Adini Sor, regia di Taner Gündöner (2015)
- Yeni Baslayanlar Için Hayatta Kalma Sanati, regia di Burak Serbest (2017)
- Korlesme, regia di Haci Orman (2020)

### Televisione
- Şehnaz Tango – serie TV (1996)
- Hemserim – miniserie TV (1996)
- Kumsaldaki izler – serie TV (2002)
- Dadi – serie TV (2002)
- Kurtlar Vadisi – serie TV (2003-2005)
- Sev kardesim – serie TV (2006)
- Yalan dünya – serie TV (2007)
- Ayrilik – serie TV (2007)
- Yaban Gülü – serie TV (2008)
- Cam kiriklari – serie TV (2009)
- Kurtlar Vadisi: Pusu – serie TV (2009-2012)
- Naks-i Dil Sultan – serie TV (2010)
- Yamak Ahmet – serie TV (2011)
- Mavi Kelebekler – serie TV (2011)
- Esir Sultan – serie TV (2012)
- Zeytin Tepesi – serie TV (2014)
- Filinta – serie TV (2015)
- Bana Baba Dedi – serie TV (2015)
- Saklambaç, regia di Savas Ugur – film TV (2016)
- Seviyor Sevmiyor – serie TV (2016-2017)
- Seni Kimler Aldi – serie TV (2017)
- Meryem – serie TV (2017-2018)
- Vatanim Sensin – serie TV (2018)
- Immortals – miniserie TV (2018)
- DayDreamer - Le ali del sogno (Erkenci Kuş) – serie TV (2018-2019)
- The Cheat – serie TV (2019)
- Maria ile Mustafa – serie TV (2020)
- Kırmızı Oda – serie TV (2021)
- Camdaki Kiz – serie TV (2021)
- Ada Masalı – serie TV (2021)
- The Family (Aile) – serie TV (2023)

## Teatro
- Küheylan (2016)
- Kocamın Nişanlısı (2016)
- Damadım Olur Musun? (2017)
- Buyur Burdan Kaç (2018)

## Doppiatrici italiane
Nelle versioni in italiano dei suoi film e delle sue serie TV, İpek Tenolcay è stata doppiata da:
- Alessandra Cassioli[13] in DayDreamer - Le ali del sogno[14]
- Paola Majano in The Family

## Riconoscimenti
- Premio televisivo Beyaz İnci
  - 2005: Vincitrice come Miglior attrice non protagonista per la serie Kurtlar Vadisi